# Kathrin Flossing
Kathrin Elisabeth Wiklund Flossing, född 18 juli 1956 i Hällestads församling, Östergötlands län, är en svensk jurist och ämbetsman.
Kathrin Flossing avlade sin jurist kandidatexamen vid Uppsala universitet 1980. Därefter tjänstgjorde hon i tingsrätt, kammarrätt och länsrätt samt arbetade som åklagare innan hon anställdes i Justitiedepartementet, där hon blev kansliråd 1992 samt var departementsråd och chef för nådeenheten 1993–1996. Hon var expeditions- och rättschef i Kulturdepartementet 1996–1998 samt hade samma befattning i Miljödepartementet 1998–2003. Därefter var hon verksam på chefspositioner inom domstolsväsendet, som kammarrättspresident i Kammarrätten i Sundsvall 2003–2006 och som hovrättspresident i Göta hovrätt 2006–2010. Under 2008 och 2009 ledde hon Begravningsutredningen.
I oktober 2010 valdes Kathrin Flossing av riksdagen till riksdagsdirektör och chef för Riksdagsförvaltningen. Hon gick i pension 2018.
Kathrin Flossing utsågs 2020 till ordförande i Försvarsunderrättelsedomstolen.
Mellan 2013 och 2023 var Flossing ordförande för Sveriges kyrkogårds- och krematorieförbund.